# Сервий Корнелий Сципион Салвидиен Орфит (консул 149 г.)
Вижте пояснителната страница за други личности с името Орфит.
Сервий Корнелий Сципион Салвидиен Орфит (на латински: Servius Cornelius Scipio Lucius Salvidienus Orfitus) e политик и сенатор на Римската империя през 2 век.
Произлиза от фамилията Корнелии и е син на Сервий Корнелий Сципион Салвидиен Орфит (консул 110 г.).
През 149 г. Салвидиен е консул заедно с Квинт Помпей Сосий Приск. През 163/164 г. е проконсул на Африка.
Луций Апулей го споменава в своите речи de Salvidieno.
Неговият син Сервий Корнелий Сципион Салвидиен Орфит e консул 178 г.